# Председател на Президиума на Върховния съвет на СССР
Председател на Президиума на Върховния Съвет на СССР е висша държавна длъжност в СССР от 1936 до 1989 година.
Длъжността е въведена от Конституцията на СССР от 1936 г. и е приемник на длъжността Председател на Централния изпълнителен комитет на СССР. Много често на Запад, както и в самия СССР Председателят на Президиума е наричан „държавен глава на Съветския съюз“ (а на Запад дори и „президент“). Официално за държавен глава се смята целия Президиум на ВС, който издавал Укази (подписвани от Председателят и Секретарят на Президиума: например, Шверник и Пегов, по-късно от Ворошилов и Георгадзе и т.н.), одобрявал назначаване на длъжност, награждения с ордени и медали, връчал и приемал грамоти и т.н.
Фактически нито Президиумът, нито неговия председател имат тази власт, която има Генералния секретар на ЦК на КПСС и дори Председателя на Съвета на народните комисари (СНК), впоследствие Съвет на министрите на СССР. Особено това важи за епохата на Сталин, при който нито Михаил Калинин, нито Николай Шверник имат реална власт. От 1977-1985 и 1988-1989 на поста Председател на Президиум на Върховния Съвет на СССР се избират Генералните секретари на ЦК на КПСС, и така висшата държавна и партийна длъжност са обединени.
През 1989 година съгласно поправките в Конституцията поста Председател на Президиума, както и самия Президиум, са премахнати. Вместо длъжността Председател на Върховния Съвет на СССР е въведена нова - глава на законодателната власт. Този пост заема Михаил Горбачов, дотогава бивш Председател на Президиума. През 1990 година Горбачов е избран за държавен глава като Президент на СССР.

## Заемали поста „председател на Президиума на Върховния съвет на СССР“
- Михаил Калинин 1938-1946
- Николай Шверник 1946-1953
- Климент Ворошилов 1953-1964
- Анастас Микоян 1964-1965
- Николай Подгорни 1965-1977
- Леонид Брежнев 1977-1982
- Юрий Андропов 1983-1984
- Константин Черненко 1984-1985
- Андрей Громико 1985-1988
- Михаил Горбачов 1988-1989